# Río Xingú

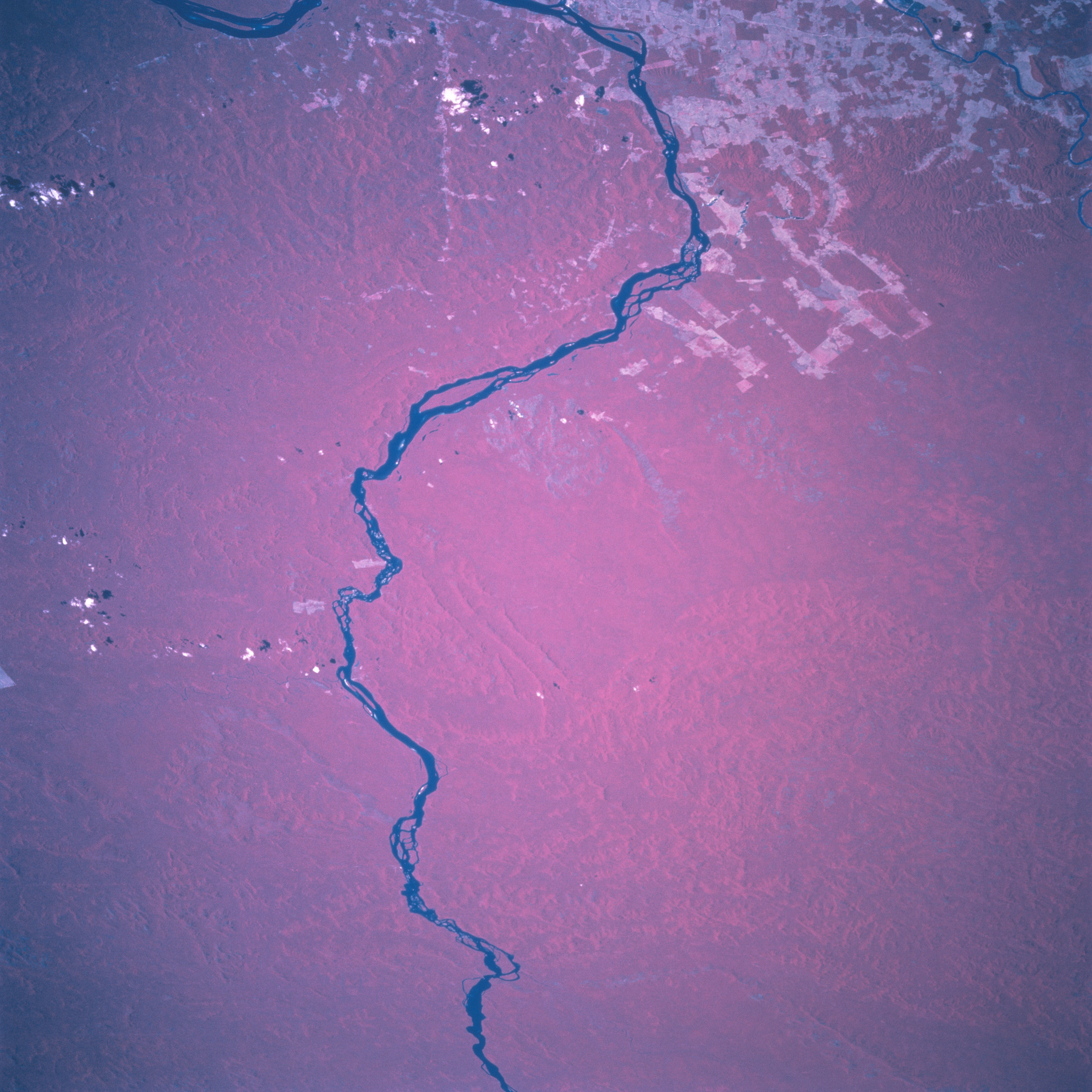
Curso medio del río Xingú visto desde el espacio.

El río Xingú o Jingú (del portugués [ʃĩˈɡu]) es un largo río amazónico brasileño, uno de los mayores afluentes de la vertiente meridional del río Amazonas, que discurre por los estados de Mato Grosso y Pará. Tiene una longitud de 1.815 km.

## Geografía

### Curso alto del Xingú
El río Xingú nace en el estado de Mato Grosso, al norte de la región del Planalto, en la unión entre las sierras de Roncador y Formosa, a una altura del orden de los 600 m. El río se alimenta por la confluencia de tres ríos principales: por el oeste, el río Ferro (400 km), que recoge las aguas de la vertiente oriental de la sierra de Formosa, con sus afluentes Steinen, Ronuró y Jabota; por el sur, el río Tamitatoala (o Betavil) (330 km); y por el este, el río Culuene, el más importante y caudaloso, un largo río de unos 600 km que recoge las aguas de la vertiente noroccidental de la sierra de Rondador y tiene muchos afluentes, como los ríos Auiita, Culiseu, Tanguro, Sete de Setembro y Conto de Magalhanaes. El río Xingú tiene sus fuentes en una zona donde también las tienen otros importantes ríos brasileños, como el río Teles Pires y el río Guaporé, que vierten en el Amazonas, o el río Cuiabá, que lo hace en la Cuenca del Plata, a más de 4000 km de distancia.
La región de su cabecera está en el Parque Indígena de Xingú, el primer parque indígena declarado en Brasil (1961), siendo la principal fuente de agua y alimento para una población de cerca de 4500 indígenas que viven en ese territorio. El río Xingú discurre en su curso alto en dirección sur, todavía dentro del gran parque, durante unos 150 km, un tramo en el que recibe varios afluentes, como los ríos Manissauá-Miçu, Arraias y Suiá-Miçu (450 km). Nada más salir del parque entra en el Área Indígena Jarina, donde recibe los ríos Huaiá-Miçu, Aiuiá-Miçu y Jarina. En este tramo el río es atravesado, a unos 40 km al oeste de la localidad de São José do Xingu (5.267 hab. en 2010), por la rodovía BR-80, en un tramo prolongación de esta vía radial que conecta con Brasília.

### Curso medio del Xingú
El río cruza entonces la frontera con el estado de Pará, donde discurrirá casi únicamente por el municipio de Altamira (con 159.696 km², el mayor municipio de Brasil y del mundo). Recibe por la derecha el río Liberdade (450 km), el Paz y el Pepita (o río Porto Alegre). En este tramo medio el río es el límite occidental durante más de 100 km del territorio indígena Kapayó, que finalmente cruza en uno de sus extremos. El curso dentro de Kapayó es muy accidentado, con las cachoeiras Ananá y la corredeira Porto Seguro. Al salir del área indígena sigue el curso caudaloso, con las cachoeiras de Mucura y Gorgulho do S. Antonio, antes de llegar a la primera localidad de importancia en las riberas del río, São Felix do Xingú, donde recibe por la derecha otro de sus principales afluentes, el río Fresco (560 km).
Continua descendiendo el río por una zona casi despoblada, haciéndose cada vez más ancho, en un curso con frecuentes islas, bajos de arena y cachoeiras. En este tramo recibe varios afluentes, como los ríos Triunfo, Pombal, São José, y Pardo, que marca el inicio de un nuevo territorio indígena, el de Araweté/ Igarapé-Ipuxina. Otra vez el cauce del río es el límite del área, que bordea por su lado occidental durante casi 200 km. Lindando con el área indígena, el río discurre en un corto tramo entre dos nuevas áreas indígenas más pequeñas, la de Koatinemo, por el este, y la de Cararaô, por el oeste. Al poco, el río recibe por la izquierda el principal de sus afluentes, el río Iriri, de más de 1.100 km. 

### Curso bajo del Xingú
A partir de aquí se inicia el curso bajo del río Xingú, con un cauce muy ancho en el que hay muchas islas y en el que ya hay varias localidades en sus riberas, algunas de ellas de cierta importancia: Novo Acordo, Altamira (96.842 hab. en 2008), Paquicama, Belo Monte do Pontal, Vitória do Xingu (13.480 hab.), Aricaria y Senador Jose Porfirio. En este tramo recibe por la derecha las aguas del río Bacajá. La carretera Transamazónica atraviesa el río Xingú en un servicio de barcas en Belo Monte, aunque también se acerca en Altamira, por el otro margen.
A partir de Aricaria, el río Xingú se abre en un lago inmenso o estuario, de unos 120 km de largo y entre 8-15 km de ancho. Al final sus aguas se mezclan con las del río Amazonas, a través de un laberinto de caños (canales naturales) que van serpenteando en un sinfín de direcciones a través de un archipiélago cubierto de bosques, en el que sobresale por su tamaño la isla de Urucuri, con casi 40 km de longitud (algunas de las islas son usadas para la agricultura y el pastoreo). En la ribera derecha se localizan las localidades de Senador José Porfírio (12.998 hab.) y Porto de Moz (33.951 hab.) y Vilarinho do Monte, ya en la desembocadura. Casi en la misma boca, en la ribera izquierda, recoge su último afluente, el río Jarauçu.
En todo el tramo final del estuario se siente el efecto de la marea, a pesar de que en la embocadura el río se reduce a solamente 7 km de anchura.

### Cuenca
La cuenca del río Xingú comprende una superficie de 531.250 km², una superficie mayor que España que la sitúan como la 54.ª mayor del mundo. Presenta forma alargada, con 1.450 km de largo y unos 350 km de anchura media y en ella viven unos 450.000 habitantes. 
La cuenca del río Xingú cruza dos grandes biomas de Brasil, el Cerrado y la selva amazónica. 
Están en estudio grandes explotaciones hidroeléctricas en el río Xingú en Babaquara (Altamira) y Kararaô (Belo Monte), con 6 y 11.000 MW previstos.

### Afluentes
El río Xingú se forma a partir de dos fuentes:
- el río Culuene, la fuente oriental, de una longitud de unos 600 km y con sus afluentes los ríos Auila, Culiseu, Tanguro, Sete de Setembro, Couto de Magalhães y Curisevo (con sus subafluentes los ríos Kevuaieli y Pacuneiro);

- el río Tamitatoale (o Betavil), la fuente meridional, de 330 km;
- río Atelchu (o Von Dan Steinen) (400 km), la fuente occidental, con sus afluentes los ríos Ronuro y Ferro;

Los principales afluentes del Xingú, en dirección aguas abajo, son los siguientes:
- en Mato Grosso:

- río Suia-Miçu, por la derecha, de 450 km;
- río Arraias, por la izquierda, con su afluente el río Manissauá-Miçu;
- río Huaiá-Miçu, por la izquierda;
- río Auaiá-Miçu, por la derecha;

- en Pará:

- río Liberdade, por la derecha, de 450 km;
- río de Paz, por la derecha;
- río Pepita (o río Porto Alegre), por la izquierda;
- río Fresco, de 560 km;.
- río Ribeirão da Paz;
- río Iriri, de 1.300 km, con sus afluentes el río Iriri Novo y el Curúa (600 km);
- río Bacajá.

## Navegación
El río Xingu es una vía navegable considerada fundamental para el desarrollo de la región, así como para fomentar el comercio con el estado de Pará. Aunque la longitud total del río es de más de 1800 km, la parte navegable se limita a su curso inferior, el tramo comprendido entre la boca y Belo Monte (298 km), de muy poca pendiente y muy ancho. Belo Monte tiene instalaciones portuarias, con muelle y pantalanes aptos para la diferencia de nivel del río. Este tramo está disponible en profundidades superiores a 6 m de diciembre a mayo, pero en la época de sequía se reduce desde Senador José Porfirio (km 173) a 2,30 m.
En el tramo navegable, durante la época de sequía, aparecen algunas dificultades para la navegación, como los bancos de arena de Xingu-Açu (km 155), Mouro (km 163) o Juncal (km 170), la barrera de Vermelha (km 192), y algunas rocas como la Canazedo y Rendenção, cerca de Vitoria do Xingu. 
En el curso superior solo pueden navegar pequeñas embarcaciones en trechos relativamente largos, pero que están sin embargo aislados entre zonas de cascadas y bancos de arena.
En el bajo Xingú navegan fundamentalmente embarcaciones que transportan combustible y carga general. Por encima de Altamira, el río no es utilizado para navegación comercial, aunque hay ya navegación pionera que atiende las necesidades locales.

## La presa de Belo Monte
Como parte del programa de crecimiento económico del Gobierno de Brasil, las autoridades proyectan la construcción de la gran represa de Belo Monte en el río Xingú. De construirse, sería la tercera presa más grande del mundo, y su embalse inundaría cientos de kilómetros cuadrados de selva perteneciente a los pueblos indígenas de la región. Organizaciones en defensa de los derechos indígenas como Survival International y otras organizaciones medioambientales han denunciado la presa como un crimen medioambiental y de derechos humanos. Los pueblos indígenas afectados se han manifestado en repetidas ocasiones contra los proyectos de grandes presas en la Amazonia.